# Bình Định, Yên Lạc
Bình Định là một xã thuộc huyện Yên Lạc, tỉnh Vĩnh Phúc, Việt Nam.

## Địa lý
Xã Bình Định có diện tích 7,8 km², dân số năm 1999 là 7.940 người, mật độ dân số đạt 1.018 người/km².
Bình Định là một vùng quê giàu có, trù phú của huyện Yên Lạc.

## Hành chính
Xã Bình Định được chia thành 4 thôn: Cốc Lâm, Cung Thượng, Đại Nội, Yên Quán.